# Versant
Die amerikanische Versant Corporation ist ein börsennotierter Hersteller von Data-Management-Software mit Hauptsitz in Redwood City (Kalifornien).
Entwickelt wird die Software in der Niederlassung Hamburg (Deutschland). Von der amerikanischen Zentrale aus werden die Finanzen und der Technische Kundendienst gesteuert. Die Vertriebsteams befinden sich sowohl in Redwood City als auch in Hamburg. Versant bietet zwei kommerzielle Objektdatenbank-Technologien an, "Versant Object Database" und "Versant FastObjects" sowie die Open-Source Objektdatenbank-Technologie "db4o". Versant-Technologie kommt vor allem bei komplexen Daten und großen bis sehr großen Datenmengen (Big Data) zum Einsatz, weltweit gibt es mehr als 150.000 Versant-Installationen.
Die Versant Corporation wurde von der Actian Corporation Ende 2012 aufgekauft.

## Geschichte
Die Versant Corporation wurde 1988 in den USA gegründet. Seit 1996 wird Versant unter dem Kürzel „VSNT“ an der NASDAQ gehandelt. Im März 2004 erfolgte der Zusammenschluss mit dem deutschen Softwareunternehmen Poet Holdings Inc. CEO der Corporation ist Bernhard Wöbker, er folgte 2011 auf Jochen Witte. Im Dezember 2008 wurde die Open-Source Objektdatenbank-Technologie "db4o" übernommen. Die Software-Entwicklung in Pune (Indien) wurde Anfang 2010 eingestellt, seitdem erfolgt die Entwicklung ausschließlich in Hamburg. Die im November 2011 vorgestellte Roadmap legt den Schwerpunkt in der Produktentwicklung auf Angebote für Big-Data-Applikationen und die damit verbundene Datenanalyse in nahezu Echtzeit.
Ende 2012, nach der Ablehnung eines Angebots von Unicom Systems Inc., kündigte Versant die Übernahme durch die Actian Corporation an, den kommerziellen Entwickler der relationalen Datenbanken Ingres und Vectorwise. Die Transaktion wurde im Dezember abgeschlossen, der Kaufpreis betrug geschätzte 37 Mio. $.

## Produkte
Versant liefert eine umfangreiche NoSQL-Technologie. Sie verbindet die Architekturvorteile von NoSQL-Key-/Value-DB mit der Möglichkeit, strukturierte, teil-strukturierte und unstrukturierte Daten in verschiedenen Transaktionsszenarien zu verarbeiten. Die Engine ermöglicht den Import und das Verarbeiten großer Datenbestände. Das ist Voraussetzung für Echtzeit-Abfragen von Analytics-Systemen.
Versant vertreibt momentan zwei kommerzielle objektorientierte Datenbanken (OODBMS): Die "Versant Object Database" und "Versant FastObjects". Seit 2008 bietet Versant zusätzlich die Open-Source Objektdatenbank-Technologie "db4o" an.
- "Versant Object Database" für komplexe Java- und C++-Applikationen, insbesondere wenn hohe Anforderungen an die Ausfallsicherheit, Nebenläufigkeit und die Performance gestellt werden und der Datenbestand sehr groß ist.
- "Fast Objects" für C++- und .Net-Framework-Applikationen mit komplexen Objekt-Modellen. Vollständig integriert in Microsoft Visual Studio.
- "db4o" für Java- und .Net-Framework-Applikationen

Die Versant Objektdatenbank gibt es für die Betriebssysteme Windows, Linux, Solaris, und HP-UX. Eingebunden werden kann die Versant DB z. B. in C++- oder Java-Programme, seit Ende 2011 gibt es eine Versant-Implementierung der Jakarta Persistence API, einen Java-Client für den Versant Database Server (Vorabversion).
Im Gegensatz zu einem relationalen Datenbankmanagementsystem (RDBMS, z. B. Oracle) können mit der Versant Objektdatenbank komplexe logische Modelle direkt gespeichert, gelesen und modelliert werden, ohne diese in relationalen Tabellen abbilden zu müssen, was Software-Entwicklern einiges an Arbeit spart. Zudem können bei komplexen Daten in hierarchischen Modellen erhebliche Performancevorteile erzielt werden. Durch Online-Schema-Evolution ist es möglich, Änderungen im Datenmodell auch in Produktiv-Umgebungen ohne Ausfallzeiten durchzuführen.

## Anwendungsbereiche
Die Objektdatenbanken von Versant kommen zum Einsatz, wenn die Datenmenge oder -komplexität über die Möglichkeiten relationaler Datenbanksysteme hinausgeht, beispielsweise in den Bereichen Telekommunikation, Transport/Verkehr, Online Gaming (MMOG), Behörden/Verteidigung, Medizintechnik sowie weiteren industriellen Anwendungen.